# Kułewcza
Kułewcza (ukr. Кулевча) – wieś na Ukrainie w rejonie białogrodzkim obwodu odeskiego. Miejscowość liczy 4032 mieszkańców. Założona została w 1831. Znajduje się na obszarze zamieszkanym przez tzw. Bułgarów besarabskich – potomków Bułgarów emigrujących od połowy XIX wieku (w związku z wojnami rosyjsko-tureckimi) na tereny pod władzą Rosji z ziem poddanych Turkom.
Znajduje tu się stacja kolejowa Kułewcza, położona na linii Odessa – Arcyz.

## Galeria

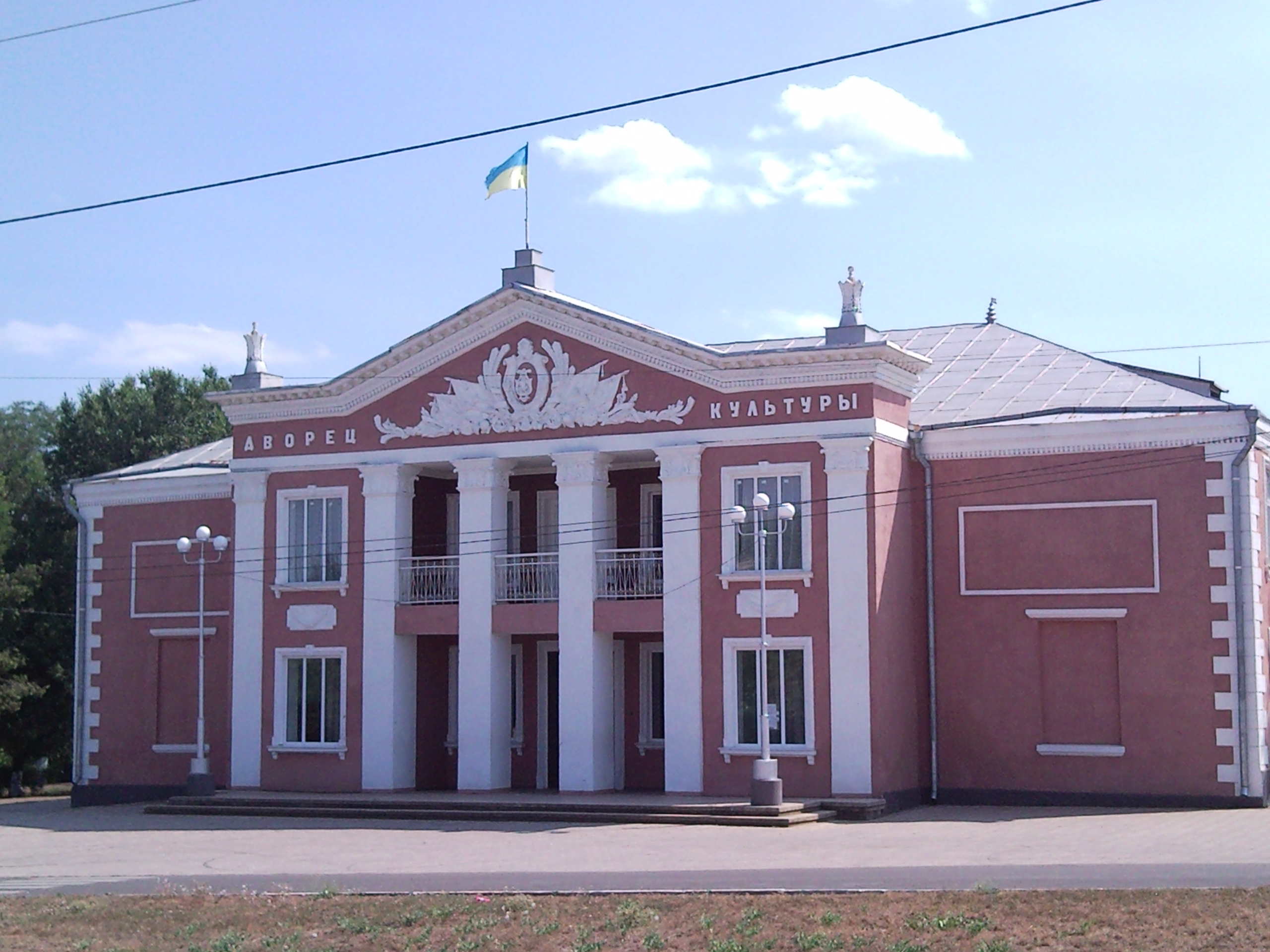
Dom kultury
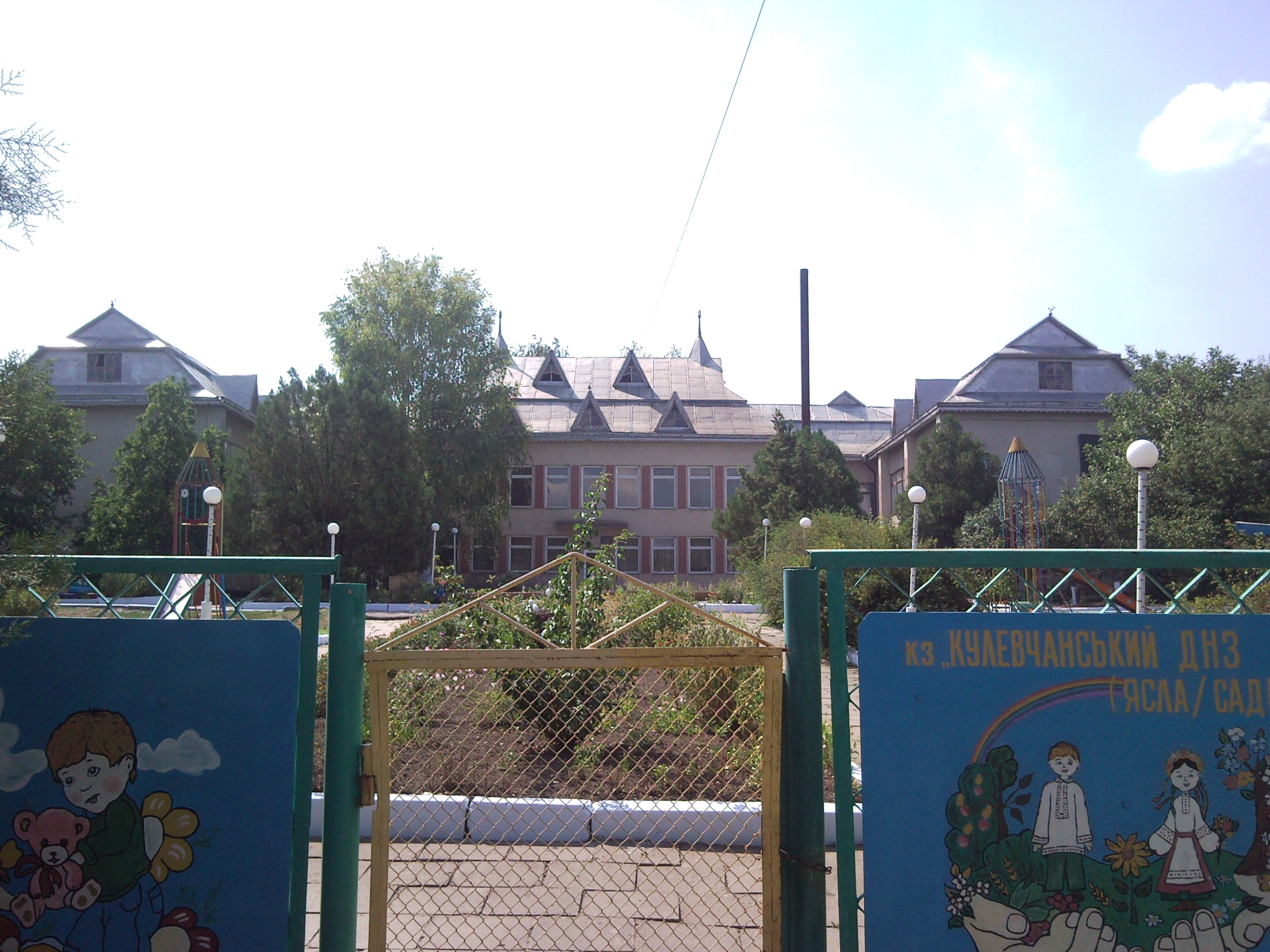
Przedszkole
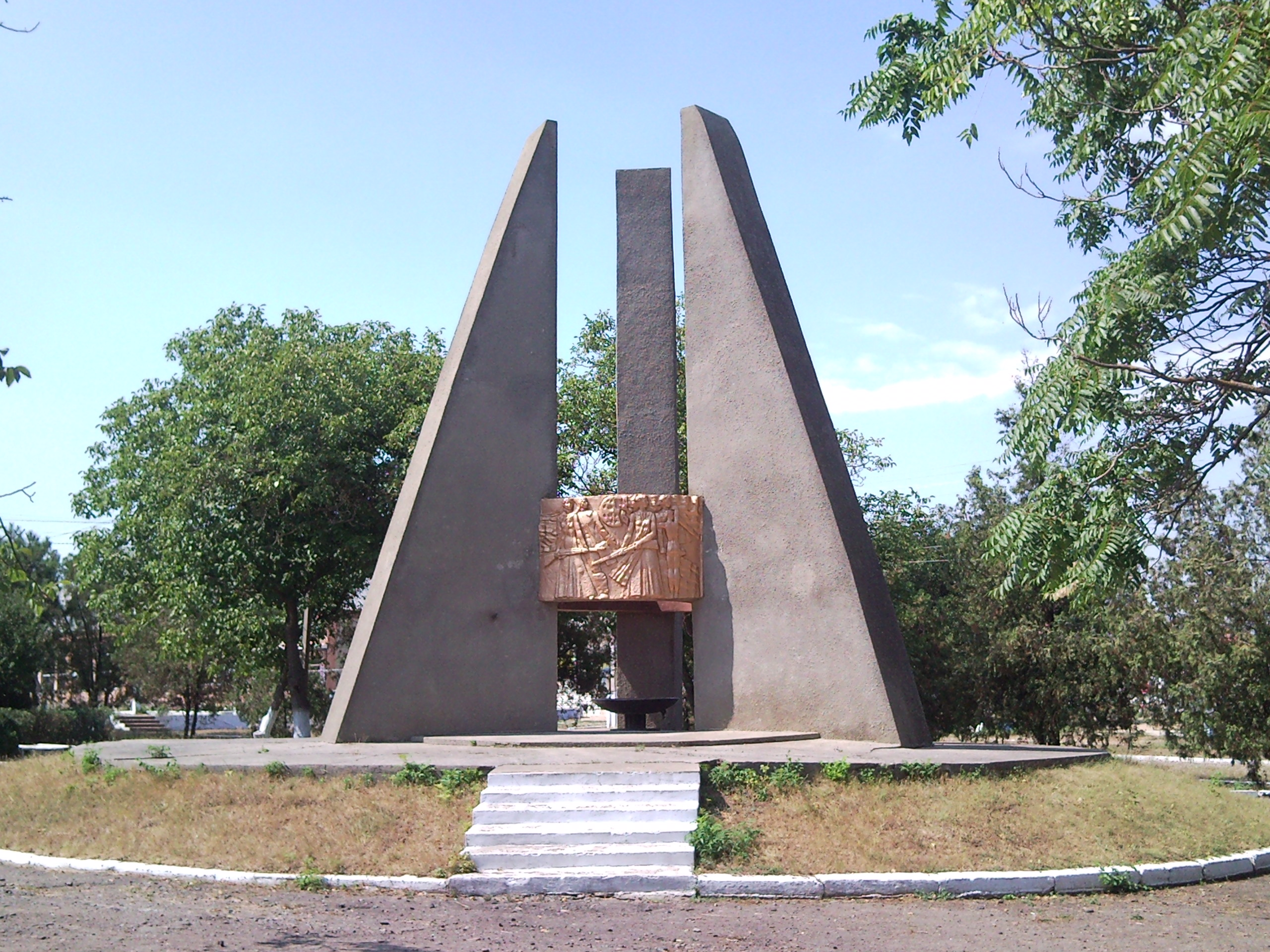
Pomnik w Kułewczy
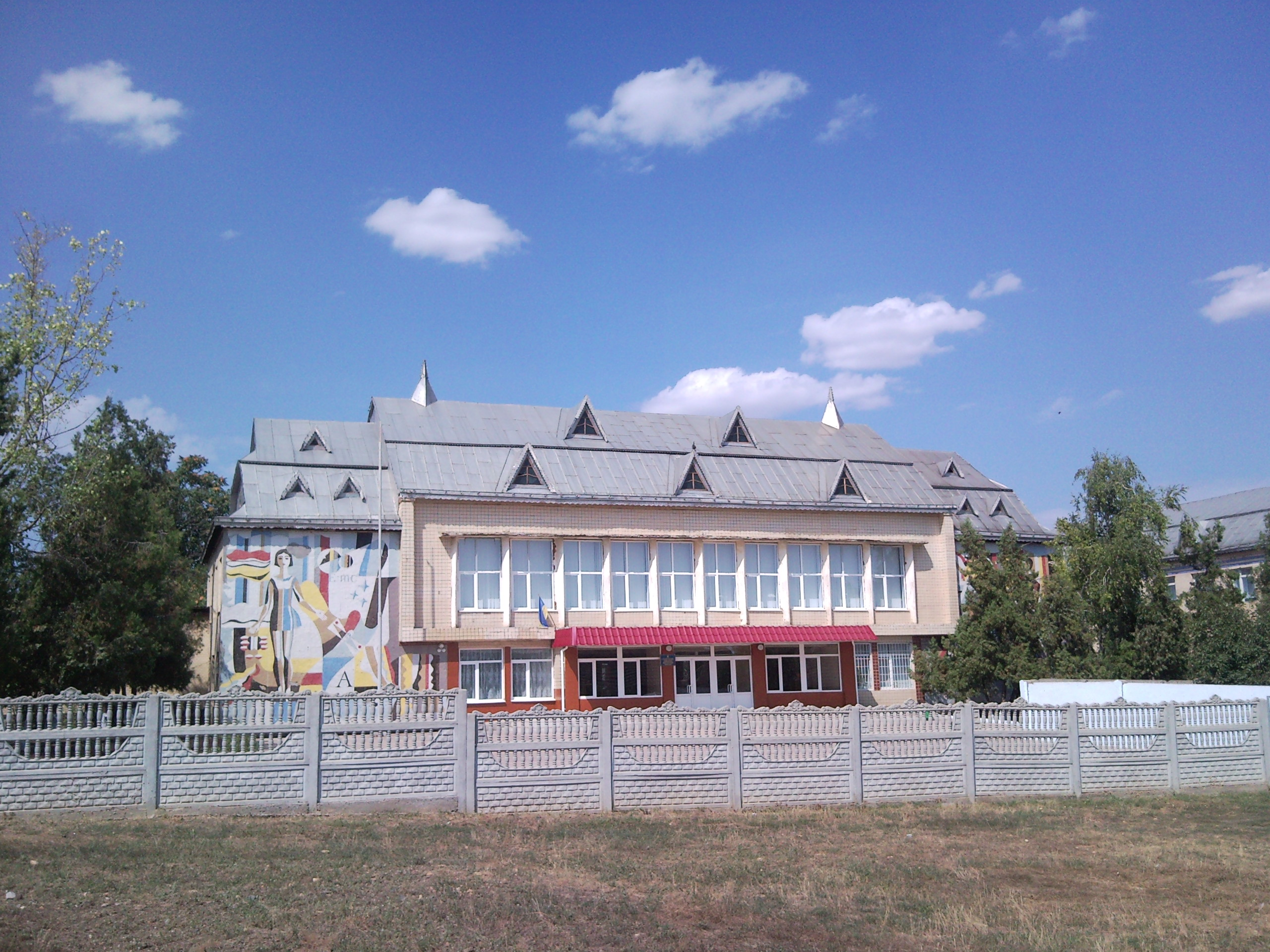
Szkoła
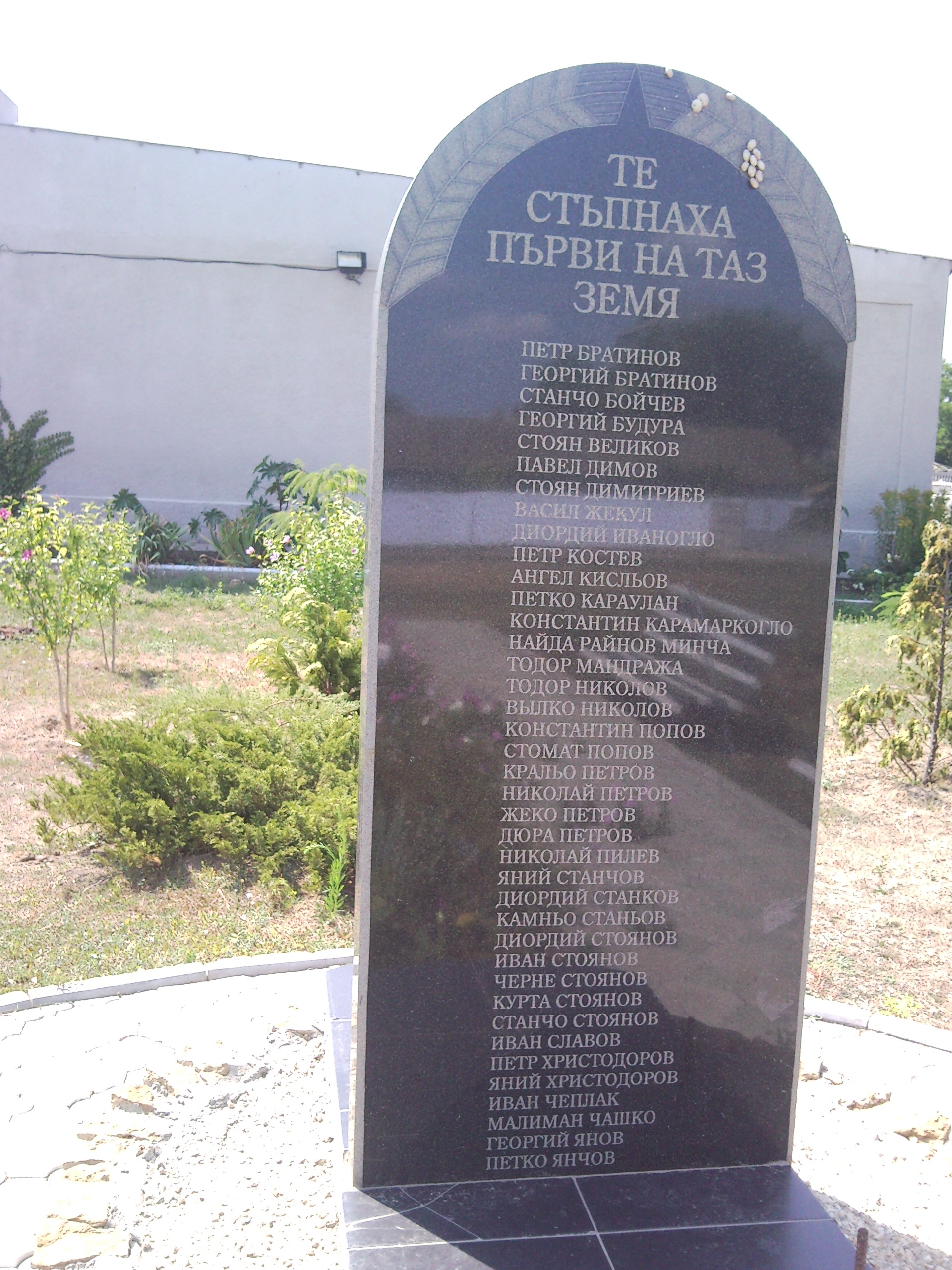
Tablica upamiętniająca Bułgarów
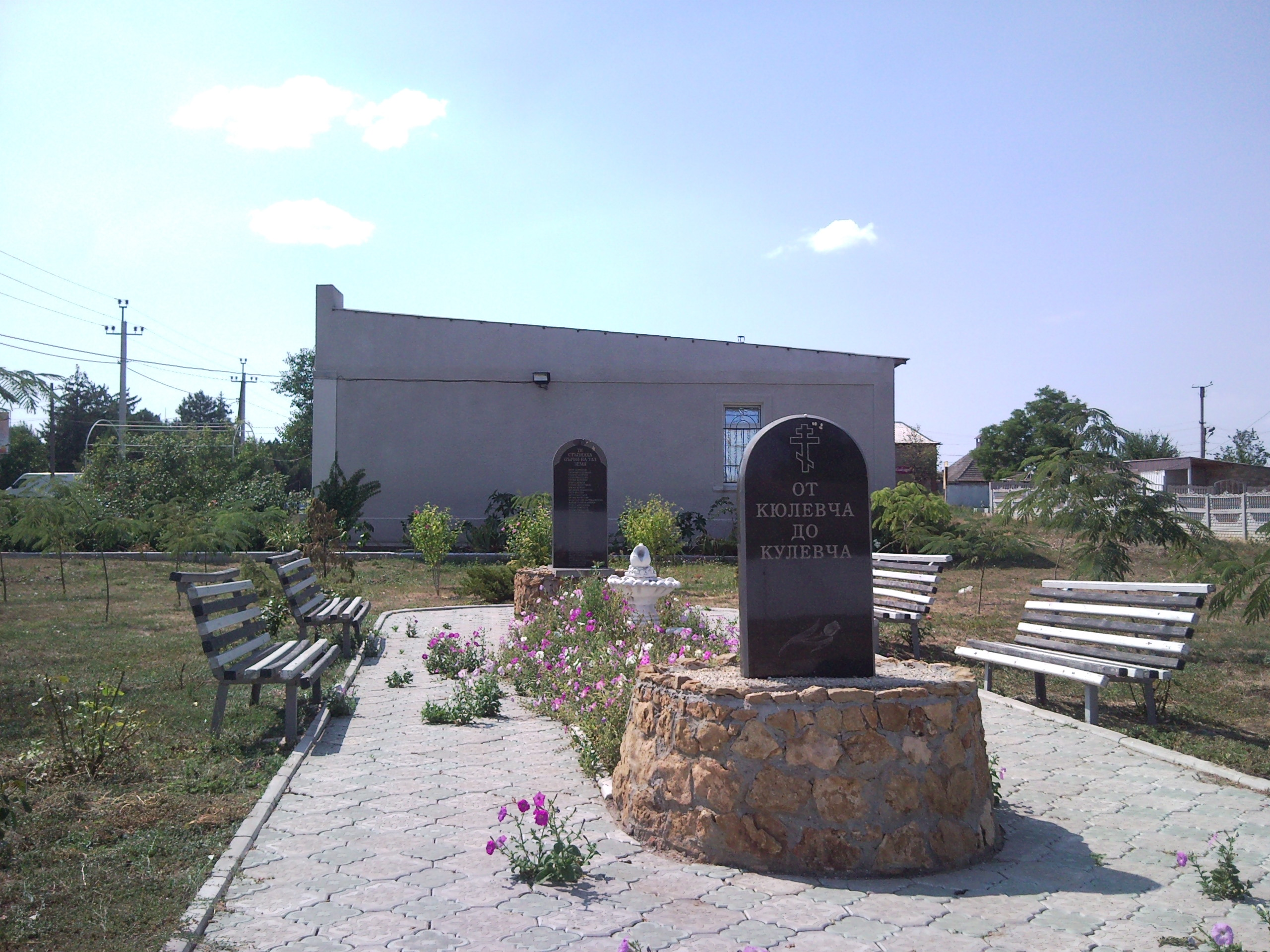
Monument poświęcony powstaniu wsi